# دم‌خاری کاکلی
دم‌خاری کاکلی (نام علمی: Cranioleuca subcristata) گونه‌ای از پرندگان در زیرتیرهٔ Furnariinae از تیرهٔ تنورمرغان (Furnariidae) است که در کلمبیا و ونزوئلا یافت می‌شود.

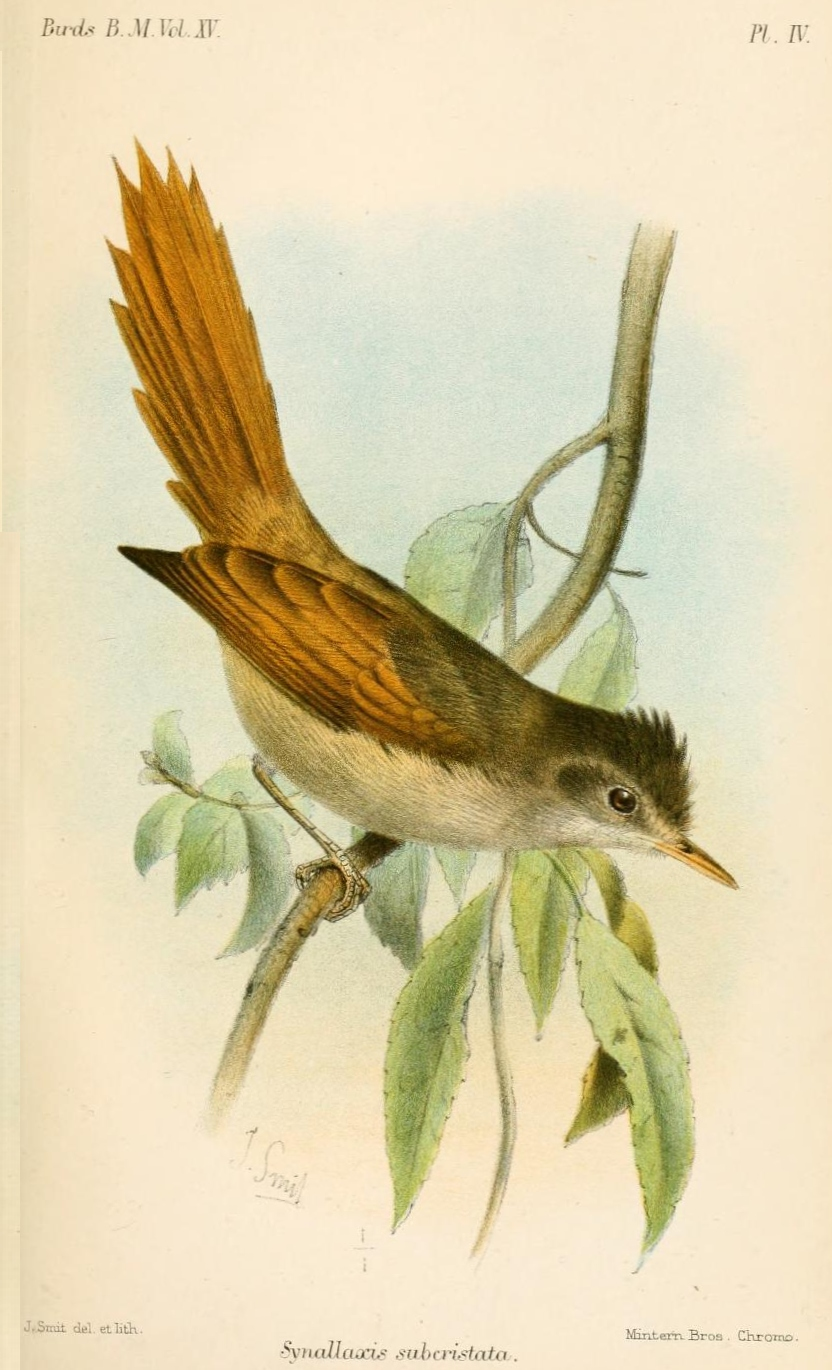
دم‌خاری کاکلی